# NIC-10
La NIC-10 es una autopista nacional catalogada como troncal secundaria ubicada en Nicaragua. La carretera inicia en el Norte en el Empalme de Santa Rita Departamento de Managua hasta finalizar en el Empalme de Masachapas en el Departamento de Managua.